# O Desespero Humano

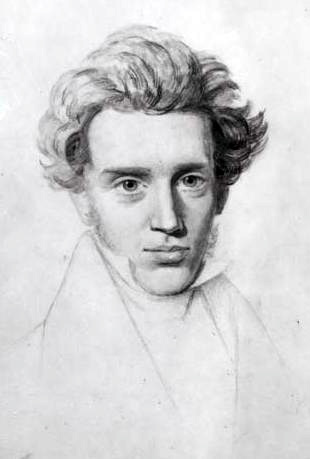
Kierkegaard, o autor do livro

O desespero humano (Sygdommen til Døden em dinamarquês, literalmente "A Doença até à Morte") é um livro escrito pelo filósofo dinamarquês Søren Kierkegaard em 1849 sob o pseudônimo Anti-Climacus. Trata o conceito de desespero de Kierkegaard, equiparado ao conceito cristão de pecado. Muitos dos termos utilizados nesta obra mostram uma conexão inegável com os conceitos utilizados mais tarde por Freud.

## Resenha
A obra é dividida em cinco livros, cada um dividido em diferente número de capítulos, e cada capítulo, por sua vez, divididos por aforismos, que, em muitas ocorrências, ainda são subdivididos em "a" e "b". Sören Kierkegaard, em sua obra mais importante, O Desespero Humano, trata da questão do desespero como o único mal para o qual não há cura. A morte, encarada pelo senso comum, como o pior dos males, segundo ele, não é um mal tão grande como o desespero, pois a própria morte já foi vencida por Jesus ao ressuscitar Lázaro ou quando ele próprio ressuscitou. Porque o desespero é algo assim tão terrível? É o que Kierkegaard tenta demonstrar na sua obra.
Para ele, somos indivíduos únicos, filhos de nossa época e que vivemos apenas uma vez. A importância do indivíduo em si é muito maior do que o Universo como um todo. Kierkegaard se contrapõe ao panlogismo hegeliano dando muito mais valor à minuciosa observação dos mínimos detalhes do que ao “todo”.
Assim, ele é considerado o pai do existencialismo, pois, segundo ele, mais importante do que a busca por uma verdade única que explique todo o universo, é a busca de verdades que sirvam para cada pessoa individualmente e se adaptem às escolhas que cada um fez para sua vida e a forma como essas pessoas montaram o seu "eu". Consequentemente, a pedra fundamental de sua obra era a existência de cada um. Somente quando realizamos uma escolha estamos realizando a nossa existência. Kierkegaard tinha plena consciência de que viveríamos apenas por determinado tempo e apenas desta vez, por tanto não dá para perdermos tempo com questões que não influenciem em nossa existência, mas sim, agir.
No prefácio do livro, Kierkegaard, escreve: “(...) quero acentuar por uma vez qual a acepção que tem a palavra desespero em todas as páginas que se seguem. Conforme o título indica, ele é doença e não o remédio. É essa a sua dialética.” Ou seja, para ele, não há mal pior para o homem do que o desespero. O desespero é um mal maior do que a morte. Como Kierkegaard já havia escrito, Lázaro ressuscitou. Mas não é pela ressurreição de Lázaro que a morte não é uma doença mortal, e, sim, por Jesus existir: “Não, não é por causa da ressurreição de Lázaro que essa doença não é mortal, mas por Ele existir, por Ele. Porque na linguagem humana a morte é o fim de tudo, e, como se costuma dizer, enquanto há vida há esperança. No entanto para o cristão, a morte de modo algum é o fim de tudo, e nem sequer um simples episódio perdido na realidade única que é a vida eterna. A morte implica para nós mais esperança do que a vida comporta, até mesmo quando a saúde e a força transbordam”. A morte vista pelo senso comum como o pior dos males não é nada para os verdadeiros cristãos. Nem os demais sofrimentos são nada, tais como desgostos, doenças, misérias, aflição, adversidades, torturas do corpo ou da alma, mágoas e luto. “Nada é doença mortal aos olhos do cristão”.
Porém, logo após, Kierkegaard escreve: “Em compensação, o cristianismo descobriu uma miséria cuja existência o homem, como homem, ignora: a doença mortal é essa miséria”. Mas o que é essa doença mortal? O título do primeiro capítulo é esclarecedor: DOENÇA MORTAL É O DESESPERO.
No preâmbulo, o nosso filósofo ainda faz uma distinção de suma importância acerca das diferenças entre o cristão o homem natural: “Pode-se enumerar à vontade tudo o que é horrível ao homem natural – e tudo esgotar, o cristão ri-se da soma. A diferença entre o homem natural e o cristão é semelhante à da criança e do adulto. Nada é para o adulto o que faz tremer a criança. A criança ignora o que seja o horrível. O homem sabe e treme. A deficiência da infância está, primeiramente, em não conhecer o horrível, e em seguida, devido à sua ignorância em tremer pelo que não é para fazer tremer. Igualmente o homem natural. Ele ignora onde verdadeiramente jaz o horror, o que, todavia não o livra de tremer. No entanto, é do que não é horrível que ele treme (...)”. Kierkegaard não era nem um pouco relativista em relação à religião, como podemos notar pelo parágrafo acima. Ele compara alguém que não é cristão a uma criança e o cristão a um homem adulto. Não há salvação fora do cristianismo, segundo Kierkegaard, embora não podemos acusá-lo de anacronismo, ele é um filósofo posterior aos iluministas e, portanto, poderia ter uma visão mais relativista. Embora ser cristão é, para Kierkegaard, condição imprescindível para superar a morte, também acarreta outro contratempo. “O único que conhece a doença mortal é o cristão. Porque o cristianismo lhe dá uma coragem ignorada pelo homem natural – coragem recebida com o receio dum maior grau de horrível. Verdade é que a coragem de todos é dada e que o receio dum maior perigo nos dá forças para afrontar um menor. E, finalmente, que o infinito temor dum único perigo torna inexistentes todos os outros. Não obstante, a lição horrível do cristão está em ter aprendido a conhecer a doença mortal”. Conhecendo a “doença mortal”, o cristão pode distinguir entre as duas formas de desespero, “daí provem que haja duas formas de verdadeiro desespero. Se o nosso eu tivesse sido estabelecido por nós mesmos, querermo-nos desembaraçar do nosso eu, e não poderia existir esta outra: a vontade desesperada de sermos nós mesmos”. É possível constatar, após a leitura desse trecho, que Kierkegaard acreditava que nosso eu fora estabelecido por Deus, que criou a nossa maneira de ser, por isso que não seria possível querermos ser nós mesmos se fôssemos nós próprios que tivéssemos nos criado, por que essa relação já teria ocorrido logo quando inventássemos nossa essência. 
Para Kierkegaard a única forma de superarmos o desespero é entrar em contato com quem criou a nossa essência, o que só poderia ser possível para o cristão, que é o único tipo de homem que conhece o verdadeiro Criador. “Essa é fórmula que descreve o estado do eu, quando deste se extirpa completamente o desespero: Orientando-se para si mesmo, querendo ser ele mesmo, o eu mergulha, através da sua própria transparência até o poder que o criou”.
Kierkegaard foi um dos pensadores mais influentes do séc. XIX e um dos precursores da filosofia existencialista, além de um neo-ortodoxo da teologia protestante. Na maioria das vezes a obra de Kierkegaard é mal compreendida. O tema central da filosofia kierkegaardiana é a questão da liberdade humana e o seu entendimento a respeito da natureza do ser humano e da sua autodeterminação. É errônea a ideia de interpretar Kierkegaard apenas do ponto de vista de que seus escritos somente refletem a sua melancolia, pois esse filósofo é muito mais do que um escritor melancólico. 
Kierkegaard analisa a liberdade humana a partir da angústia e do desespero que fazem parte da vida do homem cristão. É a partir daí que ele pode realizar suas escolhas. O desespero e angústia, nas obras de Kierkegaard, tem uma estrutura complexa e estão estreitamente ligados um ao outro, porém essa ligação pode ser um tanto difícil, já que a sua obra é densa e sujeita a problemas de interpretação e significado. Tanto a angústia quanto o desespero são, para Kierkegaard, uma síntese entre o finito e o infinito, entre o temporal e o eterno. É impossível tratar da análise do conceito kierkegaardiano do desespero sem adentrar, também, no conceito de angústia do mesmo autor, pois ambos estão intrinsecamente relacionados. As suas duas principais obras, sobre o desespero e sobre a angústia, estão assinadas como pseudônimos, mas ambas são tão semelhantes que, ao contrário de várias outras obras suas, não parece ter sido intenção de Kierkegaard desenvolver heterônimos. Esses dois “sentimentos” são dois “estados de humores” que se baseiam na estrutura ontológica do ser humano.
Para entender a liberdade e autodeterminação humana, Kierkegaard, ao contrário de muitos outros filósofos examina, não a racionalidade, e, sim, sentimentos e a própria individualidade.
Kierkegaard pode ser encarado, por muitos autores, como o primeiro pós-modernista, embora tal ideia é um tanto anacrônica.
A origem do desespero kierkegaardiano está na imaginação, assim como a possibilidade de superar esse desespero através da reunião com Deus. Para Kierkegaard, o homem é feito de um duplo movimento, um em direção ao finito, caracterizado pela morte, e outro em direção ao infinito, que é a vida eterna almejada pelo cristão, único ser que pode superar a morte. Quando apenas um desses movimentos se realiza, entramos em desespero. O desespero consiste em o homem criar uma “falsa relação” consigo mesmo, desarmonizando-se de Deus. Para Kierkegaard, entre o homem e Deus há uma diferença abissal e o homem apenas pode relacionar-se com Deus através dessa diferença absoluta. O desespero inicia quando o homem se distancia de Deus, criando uma realidade imaginária, “perdendo-se no infinito”, “levando uma existência imaginária”. Quando isso ocorre, torna-se impossível ao homem relacionar-se com Deus e ele entra em desespero.
Numa época de indiferença religiosa, quando o homem não se volta mais para dentro de si, quando o homem é escravo de sua imaginação, e, consequentemente do desespero, a perda do eu, que, para Kierkegaard, é o pior dos castigos pode passar despercebido pela maioria das pessoas, e, a única forma de não perder o “eu”, deixando de existir, é livrar-se do desespero e reconciliar-se com a fonte desse “eu”, que é Deus.
É no contexto da crise da religião que a obra kiekergaardiana se insere. O homem do séc. XIX vê as verdades incontestáveis da religião sendo criticadas e discriminadas, e isso o deixa em crise com o mundo e com a sua própria existência. A sua vida perde totalmente o sentido e ele necessita urgentemente de uma nova orientação que lhe dê sentido. 
Para Kierkegaard, não devemos ficar perdendo tempo com a tentativa de provar a religião através da razão. Ou Deus existe ou tudo está perdido, portanto, é necessário apegar-se com todas as forças à fé, que é, segundo o filósofo, a única forma de não submergir nas águas do desespero.